# Nemurirea condiționată
Nemurirea condiționată, sau condiționalismul, este un concept întâlnit în mozaismul antic, în unele mișcări creștine vechi, în unele confesiuni radical-protestante și la unii teologi din trecut și din prezent. Este definit de doctrina condiționalistă sau hypnopsihitistă (gr. hypnos = somn) sau psychopannychitistă (gr. psyché = suflet; pannychios = care stă toată noaptea) sau tnitopsihistă (gr. thnetos = muritor), prin care omul este privit ca fiind în mod natural și holistic, muritor, nemurirea constituind darul lui Dumnezeu prin înviere și/sau răpire la cer. Acest punct de vedere se află în contradicție acută cu doctrina nemuririi naturale a sufletului (sau doctrina imortalității inerente sau spiritualismul), care provine din filozofia greacă, și reprezintă poziția populară din creștinism. Nemurirea naturală a sufletului îl privește pe om dihotomizat în corp și suflet, corpul fiind muritor, iar sufletul fiind în mod natural nemuritor și conștient.
Condiționaliștii resping spiritualismul (conceptul nemuririi naturale a sufletului/spiritului) considerându-l ca fiind esența tuturor religiilor păgâne și fundamental opus invățăturii Bibliei.
Între creștinii evanghelici există o minoritate semnificativă de susținători ai nemuririi condiționate, așa cum declară The British Evangelical Alliance. Un grup compact al minorității evanghelice sunt adventiștii de ziua a șaptea.
În ultimele șase decenii doctrina nemuririi condiționate a fost acceptată de un spectru larg de teologi din cadrul Bisericii Ortodoxe.

## „Suflet” în Biblie
Există două curente de gândire în creștinism cu privire la ințelegerea termenului "suflet". Un curent susține că omul a fost creat muritor, în ceea ce privește trupul, dar că deținea o entitate nemuritoare numită „suflet” sau „spirit”. Celalt curent susține că omul nu a fost creat sub nicio formă nemuritor. Ei credeau că omul nu a posedat un suflet eteric sau spirit care să supraviețuiască morții ca entitate conștientă, despărțită de trup. 
Biblia, cu ajutorul uzanțelor limbii originale, își definește proprii ei termeni astfel:

### Nepheshșipsyche
În Vechiul Testament cuvântul suflet este traducerea termenului nephesh, un cuvânt ebraic care apare de 755 de ori în Vechiul Testament. De cele mai multe ori este tradus prin „suflet”, dar mai este tradus și în multe alte moduri. Nephesh provine din rădăcina naphash, care apare doar de trei ori în Vechiul Testament (Exod 23:12; 31:17; 2 Samuel 16:14), de fiecare dată însemnând „a se revigora” sau „a se împrospăta”. Sensul verbului merge până la înțelesul principal de respirație.
O definiție pentru nephesh reiese din relatarea biblică a creării omului (Geneza 2:7). Relatarea biblică spune că, atunci când Dumnezeu a dat viață trupului pe care l-a format, omul, în mod literal, „a devenit un suflet de viață”. Astfel, sufletul nu existase mai înainte, ci a dobândit existență la crearea lui Adam. Un suflet nou vine la existență de fiecare dată când se naște un copil. Fiecare naștere reprezintă o nouă unitate de viață diferită în mod unic și separat de unitățile similare. (Noua unitate nu se poate contopi cu o altă unitate niciodată, ea va fi totdeauna ea însăși. Pot fi nenumărați indivizi asemenea lui, dar niciuna nu este exact ca unitatea aceea.) Această unicitate a individualității este cel mai probabil ideea subliniată prin termenul ebraic nephesh.
Nephesh se aplică nu numai oamenilor, ci și animalelor. Propoziția: „Să mișune apele de viețuitoare” (Geneza 1:20) este literală, „să mișune mulțimi de suflete (ființe individuale)”. Astfel, animalele la fel ca și ființele umane sunt suflete. 
Această idee de bază că sufletul reprezintă individul mai degrabă decât o parte constitutivă a sa pare să explice diferitele apariții ale lui nephesh. De aceea, este mai precis să spui că o anumită persoană este un suflet, decât să spui că are un suflet. Aceasta este cu siguranță ideea din Geneza 2:7: „omul s-a făcut astfel un suflet viu”.
Plecând de la ideea de bază că nephesh este un individ sau o persoană, astfel izvorăște uzanța idiomatică a lui nephesh pentru pronumele personal. Expresii precum „sufletul meu” sunt idiomatice pentru „mine”; „sufletul tău” pentru „tine”; „sufletul lor” pentru „ei”. 
De vreme ce fiecare nou nephesh reprezintă o unitate de viață, nephesh este adesea utilizat ca sinonim pentru „viață”. Versiunea King James a Bibliei traduce de 119 ori nephesh cu „viață”. 
Majoritatea apariților lui nephesh pot fi traduse în mod potrivit cu „persoană”, „individ”, „viață” sau cu pronumele personal specific. De exemplu, „sufletele pe care le câștigaseră în Haran” (Geneza 12:5) înseamnă în mod concret persoanele pe care le câștigaseră în Haran. „Sufletul acela va fi nimicit” (Levitic 19:8) înseamnă în mod concret că „el va fi nimicit”. 

În Noul Testament cuvântul „suflet” este traducerea termenului grecesc psyche, cu înțelesul de „viață”, „respirație” sau „suflet”. Psyche este tradus de 40 de ori în Noul Testament cu "viață" sau "vieți", în mod clar cu semnificația atribuită de obicei vieții (Matei 2:20; 6:25; 16:25). Termenul mai este redat de 58 de ori ca „suflet” sau „suflete” (Matei 10:28; 11:29; 12:18); în unele dintre aceste apariții înseamnă în mod concret „popor” (Faptele Apostolilor 7:14; 27:37; 1 Petru 3:20); în alte ocazii este tradus ca un pronume personal (Matei 12:18; 2 Corinteni 12:15); uneori se referă la emoții (Marcu 14:34; Luca 2:35), la apetitul natural (Apocalipsa 18:14), la minte (Faptele Apostolilor 14:2; Filipeni 1:27) sau la inimă (Efeseni 6:6). Nu este nimic în cuvântul psyche care să sugereze câtuși de puțin asocierea cu o entitate conștientă care poate supraviețui morții corporale. Și nu este nimic în uzanța Bibliei care să sugereze că scriitorii Bibliei au împărtășit o astfel de convingere. 
Specialistul britanic H. Wheeler Robinson, M.A., fost decan al Regents Park College, Londra, în cartea sa, Hebrew Psychology scria:
|  | Nephesh nu este nicidecum redat în mod adecvat prin „suflet”. Uzanța literară arată că sunt cel puțin trei înțelesuri diferite acoperite de cuvânt (...). Primul grup se referă la principiul vieții, fără nicio subliniere asupra a ceea ce ar trebui să numim partea fizică. Astfel, căpitanul israelit, amenințat cu distrugerea, i-a spus lui Ilie: „Dar acum, sufletul meu (viața mea) și ale acestor cincizeci de robi ai tăi să fie scumpe înaintea ta” (2 Împărați 1:15). Aici traducerea corectă este „viață”, așa cum este în Revised Version, deși în Ieremia 38:16, versiunea King James a Bibliei, spune: „Viu este Domnul, care ne-a dat sufletul”, unde ar trebui redat prin cuvântul „viață”. | — H. Wheeler Robinson, Hebrew Psychology |

Al doilea grup de uzanțe, este singurul care poate fi numit fizic în adevăratul sens al cuvântului (deși în ebraică fizic include mult din ceea ce numim fiziologic; evreii nu distingeau între cele două). În acest grup, nephesh denotă conștiență umană în extensiunea cea mai largă, ca în Iov 16:4: „Ca voi aș vorbi eu, de ați fi în locul meu (dacă sufletul – nephesh – vostru ar fi în locul sufletului meu)?”
Astfel înțelesul primar al cuvântului nephesh era „respirație”, la fel ca în arabă, nafsun—suflet (nafasun—respirație); totuși, este o singură apariție în Vechiul Testament în care „respirație” constituie traducerea naturală. Se găsește în Iov 41:21: „Suflarea lui aprinde cărbunii, și gura lui aruncă flăcări”.
La întrebarea: „Ce este omul?” nu în vechea manieră teologică, ci într-o manieră fiziologică, am putea vedea că pentru evreu, omul este o unitate și că această unitate în trup este un ansamblu de părți, a căror viață și activitate derivă din dintr-un „suflet”, dintr-o „suflare”, care nu are nicio existență separat de trup. „Evreii nu s-au gândit niciodată la un trup descărnat”.
În concluzie, în armonie cu cele spuse mai sus, învață că sufletul omului reprezintă întregul om, nu o parte specială, independentă de celelalte părți componente ale naturii umane; mai mult, sufletul nu poate exista despărțit de trup, căci omul este o unitate.,mai putin Noul Testament unde este evidenta nemurirea sufletului

## „Spirit" în Biblie
Recunoscând faptul că termenul „suflet” așa cum este folosit în Vechiul Testament cu greu ar putea susține ideea că omul posedă o componentă separată, care poate supraviețui morții trupului, unii cercetători ai Bibliei s-au întors la Eclesiastul 12:7 pentru a susține doctrina că omul are un ceva nemuritor care poate exista în afara trupului. Acest text spune: „…până nu se întoarce țărâna în pământ, cum a fost, și până nu se întoarce duhul la Dumnezeu, care l-a dat”. 
Cuvântul „spirit" în acest text este tradus din termenul ebraic ruach, care are înțelesuri variate de „respirație”, „vânt”, și „spirit". În Vechiul Testament, ruach este tradus prin „respirație a trupului” de 33 de ori, ca în Ezechiel 37:5; „vânt" de 117 ori, ca în Geneza 8:1; „spirit" de 76 ori cu sensul de vitalitate (Judecători 15:19); „curaj" (Iosua 2:11); „supărare” sau „mânie" (Judecători 8:3); și cu referire la "dispoziție" (Isaia 54:6). Ruach este, de asemenea, folosit pentru a descrie principiul de viață în om și animale de 25 de ori, ca în Psalmul 146:4; sediul sentimentelor de 3 ori, ca în 1 Samuel 1:15; mintea de 9 ori, ca în Ezechiel 11:5; și ca Spirit al lui Dumnezeu de 94 de ori, ca în Isaia 63:10. În niciuna din cele 379 de apariții din Vechiul Testament nu denotă că în om există o entitate separată, capabilă de o existență conștientă dincolo de corpul fizic. În Eclesiastul 12:7, ceea ce se întoarce la Dumnezeu, susținătorii nemuririi condiționale cred că este principiul de viață dăruit de Dumnezeu omului.
În Noul Testament găsim că termenul „spirit" este tradus de două ori din termenul grecesc phantasma, și de 288 de ori din termenul pneuma. Cuvântul grecesc pneuma este tradus în versiunea King James a Bibliei de 288 de ori ca „spirit", de 93 de ori ca „fantomă" (revizuirile moderne au abandonat în întregime folosirea cuvântului „fantomă” în favoarea lui „spirit”, acolo unde cuvântul pneuma este tradus), o singură dată cu „viață", o dată ca „vânt” și o dată ca „spiritual".
Pneuma este folosit (1) cu privire la aer în mișcare, „vânt" în Ioan 3:8, și respirație în Apocalipsa 11:11; (2) cu privire la principiul de viață, ca în Luca 8:55; (3) cu privire la structura minții, a dispoziției, a influenței sau a atitudinilor care conduc omul, baza caracterului său, ca în 1 Corinteni 4:21; 2 Corinteni 12:18; (4) cu privire la ființe fără materie, precum îngerii (Evrei 1:14), demonii sau spiritele rele (Matei 8:16); (5) cu referire la Duhul Sfânt, ca în Matei 1:18 etc. De asemenea, mai sunt și alte explicații care pot fi date referitor la aplicațiile citate.
În concluzie, nu este nimic inerent în cuvântul pneuma care poate fi luat ca să semnifice o presupusă entitate conștientă a omului, capabilă de a exista în mod separat de trup, și nici folosința cuvântului cu referire la om în Noul Testament în vreun fel nu poate implica un astfel de concept. 

## Nemurirea sufletului sau spiritului în Biblie
În Biblie, cuvântul "nemuritor" se aplică numai la Dumnezeu: „A Împăratului veșniciilor, a nemuritorului, nevăzutului și singurului Dumnezeu, să fie cinstea și slava în vecii vecilor! Amin” (1 Timotei 1:17). Aceasta este singura apariție a acestui cuvânt în Scripturi. Imortalitatea inerentă este atribuită doar Divinității: „(...) fericitul și singurul Stăpânitor, Împăratul împăraților și Domnul domnilor, singurul care are nemurirea, care locuiește într-o lumină, de care nu poți să te apropii, pe care nici un om nu L-a văzut, nici nu-L poate vedea, și care are cinstea și puterea veșnică! Amin” (1 Timotei 6: 13-16).
Darul nemuririi este promis omului și este îndemnat că îl caute (Romani 2:7). De fapt, este promis celor credincioși la a doua venire a lui Hristos: „Iată, vă spun o taină: nu vom adormi toți, dar toți vom fi schimbați, într-o clipă, într-o clipită din ochi, la cea din urmă trâmbiță. Trâmbița va suna, morții vor învia nesupuși putrezirii, și noi vom fi schimbați. Căci trebuie ca trupul acesta, supus putrezirii, să se îmbrace în neputrezire, și trupul acesta muritor să se îmbrace în nemurire” (1 Corinteni 15:51-53). În 1 Tesaloniceni 4:16 apostolul Pavel afirmă clar că „ultima trâmbiță” și învierea morților vor fi la a doua venire.
Dacă omul este îndemnat să caute nemurirea, rezultă că el nu o posedă acum. La crearea omului, moartea i s-a prezentat drept consecință sigură a neascultării: „…dar din pomul cunoștinței binelui și răului să nu mănânci, căci în ziua în care vei mânca din el, vei muri negreșit” (Geneza 2:17). Este evident că omul nu a fost creat cu incapacitatea de a muri. Tot la fel de evident este din relatarea Căderii, că omul ar fi putut trăi pentru totdeauna, dacă ar fi continuat să mănânce din fructul pomului vieții. După păcătuirea lui Adam, Dumnezeu a zis: „Iată că omul a ajuns ca unul din Noi, cunoscând binele și răul. Să-l împiedicăm dar acum ca nu cumva să-și întindă mâna, să ia și din pomul vieții, să mănânce din el, și să trăiască în veci” (Geneza 3:22). Din relatarea Creației și a Căderii omului, se înțelege că Dumnezeu i-a promis viață eternă cu condiția ascultării. 
Dacă se crede că Noul Testament folosește expresii ca „trup și suflet”, „trup, suflet și spirit”, cu scopul de a indica faptul că omul este cu adevărat compus din trei părți divizibile, precum și faptul că cel puțin una dintre ele este nemuritoare, în acest caz se ridică următoarele dificultăți:
1.	Hristos a declarat faptul că ambele, trupul și sufletul pot fi distruse în iad: „Nu vă temeți de cei ce ucid trupul, dar care nu pot ucide sufletul; ci temeți-vă mai degrabă de Cel ce poate să piardă și sufletul și trupul în gheenă.” Matei 10:28.
2.	Un studiu atent al tuturor adjectivelor folosite în Scriptură, ne arată faptul că, termenului „spirit” (folosit în dreptul omului), nu i se poate atribui „nemurirea” ca fiind una dintre atributele sale.
3.	Spiritul lui Dumnezeu este singurul care primește apelativul „veșnic” (Evrei 9:14).
În concluzie, omul sau o parte din el, nu este în mod inerent nemuritor. Imaginea omului biblic este aceea a unei creaturi care este supusă morții, dar cu posibilitaea vieții veșnice, și aceasta doar datorită faptului că Hristos a plătit pedeapsa pentru păcat și Și-a oferit propria viața pentru păcătosul pocăit. Isus Hristos „a nimicit moartea și a adus la lumină viața și neputrezirea, prin Evanghelie” (2 Timotei 1:10). De aceea, doctrina nemuririi condiționate afirmă că în El este singura speranță a nemuririi.

## „Moartea” în Biblie
În Vechiul Testament termenul „moarte” se referă în majoritatea covârșitoare a aparițiilor la moartea fizică, pe când în Noul Testament cuvintele grecești folosite mai au și alte sensuri. De exemplu, termenul cel mai des întâlnit, thanatos, poate înseamna moarte fizică sau o indiferență firească/trupească asupra lucrurilor spirituale sau o insensibilitate față de lucrurile divine. Cuvintele grescești pentru „somn” - koimao, katheudo și hypnos - în multe apariții se referă la somnul morții.
W. E. Vine afirmă că: „această folosire metaforică a cuvântului „somn” este potrivită datorită asemănărilor dintre un trup care doarme și unul care este mort.”
Celelalte sensuri ale cuvântului „moarte”, altele decât moarte fizică, sunt următoarele: cei care se dedau la plăcerile răutății sunt „morți” în timp ce ei trăiesc din punct de vedere fizic (1 Timotei 5:6); cei care sunt în afara lui Hristos sunt „morți în greșeli și în păcate (Efeseni 2:1); cei care s-au convertit (întors la Dumnezeu) „au trecut de la moarte la viață” (Ioan 5:24); cei care au fost născuți din nou sunt acum „cu adevărat morți față de păcat” (Romani 6:11); și cei care sunt cu adevărat copii lui Dumnezeu „niciodată nu vor vedea moartea” (Ioan 8:51).
Condiționaliștii se sprijină pe următoarele texte biblice despre condiția omului în moarte: Psalmii 6:5, 30:9, 88:10, 115:17, 146:4; Eclesiastul 9:5-6.10, Isaia 38:18-19, 1 Corinteni 15:17-18.

## Învierea în Biblie
Scrierile apostolilor sunt străbătute de mesajul că fundamentul Evangheliei este Iisus Hristos, care a înviat din morți. Apostolii nu fac referiri la sufletul lui Iisus ca venind înapoi din ceruri, ci fac în mod distinctiv mențiunea că El a înviat din morți (Luca 24:3-6). Sufletul Său „nu a plecat în iad” (gr. hades = „mormânt”), (Faptele Apostolilor 2:31; Psalmi 16:10 – ebr. sheol = „mormânt”), deși „El s-a dat pe Sine Însuși la moarte” (Isaia 53:12).
Învierea este numită speranța creștinismului (Ioan 6:39-40; Luca 20:37; Matei 11:5; Luca 7:22). Iov a declarat: „Eu știu că Răscumpărătorul meu este viu și că se va ridica la urmă pe pământ” (Iov 19:25). De asemenea, și psalmistul David își exprimă speranța sa pentru viitor declarând: „ ...cum mă voi trezi mă voi sătura de chipul Tău” (Psalmi 17:15).
În zilele lui Iisus, când fariseii L-au întrebat cu privire la cele ce vor urma în viitor, ei nu au discutat problema morții, ci pe cea a învierii (Matei 22:28-30). Și speranța apostolului Pavel a fost fixată pe acest eveniment culminant. Scriindu-le filipenilor (Bisericii), el și-a exprimat dorința astfel: „ca să ajung cu orice chip, dacă voi putea, la învierea din morți” (Filipeni 3:11). (Vezi de asemenea, 1 Corinteni 15:18.22-23;  1 Tesaloniceni 4:14-17). În Noul Testament când se vorbește despre înviere, se referă la „învierea pentru viață” (Ioan 5:29) și la „învierea lui Iisus Hristos” (1 Petru 3:21).
Astfel, răsplata este dată sfinților nu la moarte, ci la a doua venire. Învierea celor drepți are loc în același timp cu revenirea Salvatorului din ceruri pentru a-și strânge poporul (Matei 16:27; Isaia 40:10; 2 Timotei 4:8; etc.).
Un alt element important al condiționalismului este acela că, la moarte, cei drepți (sfinții) merg în mormânt. Ei vor trăi din nou, vor reveni la viață și vor trăi cu Hristos după ce vor învia din morți. Astfel, în viziunea condiționalistă, cel drept în timp ce doarme în mormânt, nu știe nimic, așadar pentru acesta nici timpul nu înseamnă nimic. Chiar dacă ar fi stat acolo mii de ani, timpul va fi pentru el ca o clipă, iar următoarea clipă pe care el o va conștientiza va fi atunci când își deschide ochii și îl va vedea pe Dumnezeul său. 

## Prima și a doua moarte
În timp ce expresia „prima moarte” nu apare în Biblie, expresia „a doua moarte” este folosită (Apocalipsa 2:11; 20:6.14; 21:8). A doua moarte este asociată cu pedeapsa finală a celor răi și indică spre o moarte din care nu mai există înviere. (Prima moarte rezultă evident din păcatul lui Adam.) Din această primă moarte, sau somn, va fi o înviere pentru toată omenirea, indiferent că sunt răi sau buni, așa cum Scriptura declară că va fi „o înviere a celor drepți și a celor nedrepți” (Faptele Apostolilor 24:15). Albert Barnes (cu privire la Ioan 11:11) remarcă  : 
|  | În Scriptură (somnul) este folosit pentru a indica faptul că moartea nu este finalul: va fi o trezire din acest somn sau o înviere. Este o frumosă și delicată expresie, care îndepărtează tot ce este înspăimântător cu privire la moarte, și ne umple mintea cu ideea unei odihne liniștite după o viață plină de trudă, îndreptându-ne atenția către învierea din viitor în care cel ce doarme va primi vigoare și forțe noi. | — Albert Barnes, Barnes New Testament Notes |

## Argumente ale condiționalismului

### Învierile din Biblie
Sunt cel puțin șapte exemple de oameni care au fost înviați: fiul văduvei (1 Împărați 17), fiul sunamitei (2 Împărați 4), fiul văduvei din Nain (Luca 7: 11-15), fiica lui Iair (Luca 8:41-42 49-56), Tabita (Fapte 9:36-41), Eutih (Fapte 20:9-12), Lazăr (Ioan 11:1-44; 12:1,9).
Unii dintre aceștia, au fost înmormântați în aceeași zi, conform obiceiului evreiesc. Excepție face cazul lui Lazăr, care murise de mai mult timp, cam de „patru zile”, după spusele Martei.
Întrebarea care rezidă în mod natural din această situație este următoarea: sufletele acestor oameni au murit imediat, sau au mers în rai/iad? Dacă a fost așa, sigur este din cale afară de rău ca să iei din rai, un om, care odată ajuns acolo, se așteaptă să rămână în acel loc pentru totdeauna. Să iei pe cineva din împărăția fericirii și să îl aduci în valea plângerii, înseamnă să îl supui riscului de a păcătui din nou și în felul acesta să piardă răsplata veșnică. Pe cealaltă parte, dacă cineva ar fi luat din iad, așa cum crede toată lumea, el ar fi, fără îndoială, foarte fericit să scape de pedeapsă și ar avea o altă oportunitate de a  accepta Evanghelia harului lui Dumnezeu. Dacă sufletele ar merge în rai/iad, la moarte, cu siguranță că, cei care au fost înviați ar trebui să vorbească despre gloria locurilor cerești, sau ar trebui să îi avertizeze pe păcătoși, fără nicio ezitare despre chinurile condamnaților. Cu toate acestea nu există nicio înregistrare măcar a unui singur cuvânt, pe care ei l-ar fi rostit.
În W. Robertson Nichol’s Expositor’s Bible, la aceaste întrebări de mai sus se răspunde astfel:
|  | Care a fost experiența lui Lazăr, în timpul acestor patru zile? Să speculăm despre ce a văzut, auzit sau simțit, să trasăm zborul sufletului său de la porțile morții până în prezența lui Dumnezeu, ar părea poate o nebunie pentru unii, la fel de mare ca aceea de merge cu iudeii curioși care stăteau îngrămădiți în afara Betaniei pentru a privi aceea minune: un om care a trecut în lumea nevăzută și care acum sa întors de acolo. Dar în ciuda faptului că nu există nicio îndoială, că bunele și mărețele intenții sunt servite de obscuritatea care acoperă ideea de moarte, încercarea noastră de a penetra ceața, și de a arunca câteva priviri unei vieții în care trebuie să intrăm în curând, nu poate fi considerat întru totul nefolositor. Din nefericire am învățat puțin de la Lazăr. (...) Probabil că nu avea nimic de descoperit.Așa cum spunea Isus , El venise ca să „îl trezească din somn.” A aflat el ceva din lumea spiritelor, care trebuie să fi ieșit la iveală? Povara unui secret pe care toții oamenii doresc fierbinte să îl cunoască, și pentru care toți scribii și juriștii din Ierusalim, ar fi făcut tot ce le stătea în putință pentru a i-l smulge, i-ar fi pricinuit pagube și i-ar fi împovărat viața. Învierea sa ar fi fost ca unui om trezit dintr-un somn adânc, neștiind ce s-a petrecut cu el, poticnindu-se și împiedicându-se, în îmbrăcămintea mortuară, și uitându-se uimit la mulțime. Marta ar fi prețuit ar fi fost dragostea neschimbată care strălucea pe fața lui, când el îi recunoaște, același tonuri familiare, și aceeași dragoste – toate arătând ce puțină schimbare aduce moartea, ce puțin răpește moartea oricărui lucru bun, cum a rămas el, același frate al lor. (Volumul 1, comentariul la Ioan, 360-2.) | — W. Robertson Nichol’s Expositor’s Bible |

### David nu s-a suit la cer
Regele și psalmistul David a murit după cursul obișnuit al vieții, despre el raportul biblic declarând: „David de asemenea, a murit și a fost îngropat, și mormântul său este între noi până în ziua de azi” (Fapte 2:29). A spune despre corpul lui David că a fost îngropat, și că sufletul său a plecat în împărăția fericirii, nu este în acord cu învățătura Bibliei. Poate fi în acord cu teologia populară spiritualistă, însă Scriptura declară în mod explicit: „David nu s-a urcat la cer niciodată” (vers. 34 traducerea Knox), sau „nu s-a suit la cer” (RSV comparată cu Weymouth etc.) și Biblia de la Cambridge are nota următoare: „Pentru că David nu s-a suit. El a fost coborât în mormânt, și a adormit cu părinții lui”.